# Syndroom van Anton
Het syndroom van Anton is een zeldzame aandoening die kan optreden na hersenletsel in de occipitale kwab. Mensen met het syndroom van Anton zijn corticaal blind, maar beweren, vaak hardnekkig en met name ten overstaan van duidelijk bewijs van hun blindheid, dat ze in staat zijn om te zien. Het niet accepteren van het onvermogen om te zien wordt door de patiënt verworpen door middel van confabulaties (fantasieën die bij de patiënt als feitelijk in het geheugen naar voren komen). Het syndroom is vernoemd naar Gabriel Anton en Joseph Babinski.

## Kenmerken
Het syndroom van Anton treedt het vaakst op na een beroerte, maar is ook geobserveerd na hoofdletsel. Patiënten merken niet dat ze blind zijn en gedragen zich alsof er niets gebeurd is. Vragen of hun zicht verslechterd is beantwoorden ze ontkennend, vaak op een felle toon. Houdt men hun voorwerpen voor, dan beschrijven ze deze levendig doch verkeerd. Dit verschijnsel wordt wel confabulatie genoemd.
Het syndroom kan bij uitstek worden opgevat als het tegengestelde van blindzien, een stoornis waarbij men zich niet bewust is van een object dat in het gezichtsveld wordt aangeboden, maar dit wel onbewust kan identificeren.

## Oorzaken
Waarom mensen met het syndroom van Anton hun blindheid ontkennen is niet bekend, hoewel er vele theorieën over bestaan. Een theorie is dat een beschadiging aan de visuele schors leidt tot het onvermogen om te communiceren met de spraakcentra van de hersenen. Visuele beelden worden ontvangen, maar kunnen niet worden geïnterpreteerd; de spraakcentra van de hersenen confabuleren (verzinnen) een reactie.

## Historisch
Het eerste door Gabriel Anton beschreven geval van het syndroom is dat van ene mevrouw Ursula M., die haar corticale blindheid niet erkende. Zij had tevens last van een woordvindstoornis, waar ze zich zeer aan ergerde en veel over klaagde.
Al in 1885 werd een geval bekend van ene Von Monakow, die ook corticaal blind was. Hij erkende zijn complete gebrek aan gezichtsvermogen niet en gedroeg zich alsof hij kon zien. Hij herkende echter zijn algemene kwetsbaarheid en maakte hier ook toespelingen op. Onderzoek naar zijn hersenen toonde na zijn dood aan dat zijn visuele schors aan beide hersenhelften beschadigd was.